# Liste der Naturdenkmale im Amt Neverin
Die Liste der Naturdenkmale in Amt Neverin nennt die Naturdenkmale im Amt Neverin im Landkreis Mecklenburgische Seenplatte in Mecklenburg-Vorpommern.

## Beseritz
Hier sind keine Naturdenkmale bekannt.

## Blankenhof
| Bild                          | Nr.        | Bezeichnung          | Standort                                                  | Beschreibung | Schutzzweck | Verordnung |
| ----------------------------- | ---------- | -------------------- | --------------------------------------------------------- | --- | ----------- | ---------- |
| mehr Fotos \| Fotos hochladen | 2444/102-0 | Sommerlinde          | Blankenhof An der Linde (53° 34′ 40,4″ N, 13° 7′ 53,1″ O) | Standort direkt vor dem ehemaligen Gutshaus in Blankenhof. 1996 hatte sie einen Umfang von 4,17 m. Seit den 1980er Jahren eingezäunt.                            |             |            |
| BW                            | 2444/103-0 | Baumgruppe 10 Eichen | Blankenhof (53° 34′ 39″ N, 13° 7′ 39,7″ O)                | Gruppe von 10 Eichen auf der Koppel (Tiergarten Blankenhof) am westlichen Dorfrand. Die stärkste von ihnen hatte 1996 einen Umfang von 6,4 m.                    |             |            |
| BW                            | 2444/106-0 | Grenzbaum            | Blankenhof (53° 34′ 41,4″ N, 13° 8′ 42,1″ O)              | Die Eiche steht an der Gemarkungsgrenze zwischen Chemnitz und Blankenhof, ca. 800 m südlich der Straße in der Feldmark. Im Sommer 1996 betrug der Umfang 4,80 m. |             |            |
| BW                            | 2444/104-0 | Eiche                | Gevezin (53° 33′ 38,1″ N, 13° 7′ 2,1″ O)                  | Standort ca. 600 m südöstlich des Ortes Gevezin in einer als Grünland (Koppel) genutzten Fläche. Im Sommer 1996 wies der Baum einen Stammumfang von 4,60 m auf.  |             |            |
| BW                            | 2444/105-0 | Baumgruppe 3 Eichen  | Gevezin (53° 33′ 44,7″ N, 13° 6′ 53,6″ O)                 | Standort ca. 300 m südöstlich der Ortschaft Gevezin in einer Koppel. Der Umfang der stärksten Eiche betrug im Sommer 1996 4,70 m.                                |             |            |

## Brunn
| Bild | Nr.        | Bezeichnung | Standort                                                                          | Beschreibung | Schutzzweck | Verordnung |
| ---- | ---------- | ----------- | --------------------------------------------------------------------------------- | --- | ----------- | ---------- |
| BW   | 2346/108-0 | Eiche       | Birkfeld Standort ca. 300 m westlich des Ortes (53° 38′ 39,3″ N, 13° 23′ 20,3″ O) | [ 6 ] |             |            |
| BW   | 2346/198-0 | Eiche       | Brunn (53° 40′ 23,7″ N, 13° 22′ 18,8″ O)                                          | Standort am nördlichen Ortsrand, unmittelbar an der Grenze zwischen Park und Sportplatz. Im Jahre 1996 hatte die Eiche einen Stammumfang von 5,82 m. |             |            |

## Neddemin
Hier sind keine Naturdenkmale bekannt.

## Neverin
| Bild                          | Nr.        | Bezeichnung | Standort                                                             | Beschreibung | Schutzzweck | Verordnung |
| ----------------------------- | ---------- | ----------- | -------------------------------------------------------------------- | --- | ----------- | ---------- |
| BW                            | 2346/102-0 | Eiche       | Neverin (53° 37′ 2,9″ N, 13° 20′ 30,6″ O)                            | Standort am nördlichen Ufer des Neveriner Sees. Im Sommer 1996 betrug sein Stammumfang 5,10 m.                                                                 |             |            |
| BW                            | 2346/103-0 | Eiche       | Neverin (53° 37′ 43,2″ N, 13° 21′ 22,2″ O)                           | Standort 1,5 km nordöstlich von Neverin in der Feldmark, unweit der Südspitze des Rossower Waldes. Im Sommer 1996 betrug der Stammumfang 4 m.                  |             |            |
| mehr Fotos \| Fotos hochladen | 2346/106-0 | Eiche       | Neverin Dorfstraße, östlich Nr. 45 (53° 37′ 2,9″ N, 13° 20′ 30,6″ O) | Standort am Ortseingang Neverin in Richtung Glocksin unmittelbar nach dem letzten Gebäude, direkt an der Straße. Im Sommer 1996 betrug der Stammumfang 4,70 m. |             |            |

## Neuenkirchen
| Bild                          | Nr.        | Bezeichnung         | Standort                                        | Beschreibung | Schutzzweck | Verordnung |
| ----------------------------- | ---------- | ------------------- | ----------------------------------------------- | --- | ----------- | ---------- |
| mehr Fotos \| Fotos hochladen | 2446/104-0 | Eiche               | Neuenkirchen (53° 35′ 27,5″ N, 13° 21′ 32,5″ O) | Standort unmittelbar an der Gemarkungsgrenze zwischen Ihlenfeld und Neuenkirchen, nördlich der Landstraße. Im Sommer 1996 betrug der Stammumfang 4,50 m.              |             |            |
| mehr Fotos \| Fotos hochladen | 2346/105-0 | 8-Eichen-Baumgruppe | Neuenkirchen (53° 36′ 19,8″ N, 13° 21′ 8,6″ O)  | Die Baumgruppe befindet sich an der Gemarkungsgrenze nördlich der Eisenbahnlinie Neubrandenburg – Friedland, 200 m nordwestlich des Bahnhofs.; Landesheimatverband MV |             |            |

## Sponholz
Hier sind keine Naturdenkmale bekannt.

## Staven
Hier sind keine Naturdenkmale bekannt.

## Trollenhagen
Hier sind keine Naturdenkmale bekannt.

## Woggersin
| Bild | Nr.        | Bezeichnung       | Standort                                    | Beschreibung | Schutzzweck | Verordnung |
| ---- | ---------- | ----------------- | ------------------------------------------- | --- | ----------- | ---------- |
| BW   | 2345/021-0 | Woggersiner Eiche | Woggersin (53° 36′ 8,6″ N, 13° 13′ 52,8″ O) | Gepflanzt zwischen 1500 und 1600. Standort ca. 400 m südlich der Ortschaft Woggersin auf einem Hügel in der Feldmark. Im Sommer 1996 betrug der Stammumfang 5,42 m. |             |            |

## Wulkenzin
Hier sind keine Naturdenkmale bekannt.

## Zirzow
Hier sind keine Naturdenkmale bekannt.